# 藍吻梨頭鰩
藍吻犁頭鰩（學名：Glaucostegus typus），又稱藍吻犁頭鰩，為軟骨魚綱犁頭鰩目藍吻犁頭鰩科藍吻犁頭鰩屬的其中一種，被IUCN列為極危保育類動物，分布於印度西太平洋，從泰國至新幾內亞、所羅門群島，南至澳洲海域，深度0至100公尺，本魚體延長而平扁，鼻子短而寬，尖端圓，體色褐色至灰色，體長可達270公分，棲息於近海與外海, 從潮間帶到外海大陸棚與島嶼棚，成魚被發現離岸水域然而幼魚被發現在沿海的沙地淺灘, 環礁的周圍, 與在紅樹林沼澤中，為底棲性魚類，屬肉食性，以軟體動物和魚類為食，卵胎生，生活習性不明，可作為食用魚及觀賞魚。